# Theodor Spaeth
Theodor Spaeth (* 17. Juli 1833 in Neidenfels; † 28. April 1911 in Muralto, Tessin, Schweiz) war ein deutscher Verwaltungsjurist und Reichstagsabgeordneter.

## Leben
Spaeth studierte Rechtswissenschaften an den Universitäten Würzburg, Heidelberg und München. In Heidelberg wurde er 1853 Mitglied des Corps Rhenania. Von 1857 bis 1869 war er Rechtspraktikant. 1862 wurde er Landkommissariatsaktuar in Homburg, 1868 in Neustadt an der Haardt, 1871 Bezirksamtmann in Bergzabern, 1879 Regierungsrat in Speyer und 1890 Regierungsdirektor in Regensburg. 1896 schied er aus dem Staatsdienst aus.
Von 1874 bis 1877 war Spaeth Mitglied des deutschen Reichstags für den Wahlkreis Pfalz 3 (Bergzabern, Germersheim) und die Nationalliberale Partei. Er engagierte sich außerdem für das Pfälzische Gewerbemuseum, war Verwaltungsrat der Pfälzischen Eisenbahnen, Mitglied der Generalsynode und des Vorstandes des Pfälzischen Verschönerungsvereins.